# Au prix du sang
Pour plus de détails, voir Fiche technique et Distribution.
Au prix du sang ou Ennemi rapproché au Québec (There Be Dragons) est un film dramatique américano-argentino-espagnol écrit et réalisé par Roland Joffé et sorti en 2011. Il s'agit d'un film biographique sur la vie de Josémaria Escriva, fondateur de l'Opus Dei, canonisé en 2002 par Jean-Paul II.
Le film reçoit des critiques très négatives dans la presse et ne séduit pas le public. Après cet échec, une version profondément remaniée est réalisée et intitulée There Be Dragons: Secrets of Passion.

## Synopsis
Robert, journaliste espagnol contemporain, essaye de renouer des liens avec son père mourant, Manolo. Ce dernier a participé à la guerre civile espagnole. Le journaliste découvre, petit à petit, à travers son travail de recherche sur la vie de son père, que ce dernier était un ami intime de Josémaria Escriva, avec qui il a eu des relations compliquées. Manolo s'est engagé pendant la guerre d'Espagne, et est tombé amoureux d'une jeune Hongroise, Ildiko. Celle-ci le rejette et se lie à un chef de la Milice, Oriol. Manolo devient jaloux et s'engage sur les chemins de la trahison.

## Fiche technique
Sauf indication contraire, les informations mentionnées dans cette section peuvent être confirmées par la base de données cinématographiques IMDb,  présente dans la section « Liens externes ».
- Titre français : Au prix du sang
- Titre québécois : Ennemi rapproché
- Titre original : There Be Dragons
- Titre de la version remontée : There Be Dragons: Secrets of Passion
- Réalisation et scénario : Roland Joffé
- Musique originale : Stephen Warbeck, Robert Folk (version remontée There Be Dragons: Secrets of Passion)
- Photographie : Gabriel Beristain
- Montage : Richard Nord (en)
- Production : Roland Joffé, Guy J. Louthan, Ignacio Núñez et Ignacio G. Sancha
- Sociétés de production : Mount Santa Fe, Ransom Films et Antena 3
- Sociétés de distribution : SAJE Distribution (France)
- Budget : 36 millions de dollars[3]
- Pays de production :  États-Unis,  Argentine,  Espagne
- Langue originale : anglais
- Format : couleur
- Genre : drame biographique
- Durée : 122 minutes, 106 minutes (version remontée[4])
- Dates de sortie :
  - Espagne : 25 mars 2011
  - États-Unis : 12 janvier 2012 (DVD)
  - France : 25 janvier 2017

## Distribution
Légende : V. Q. = Version Québécoise

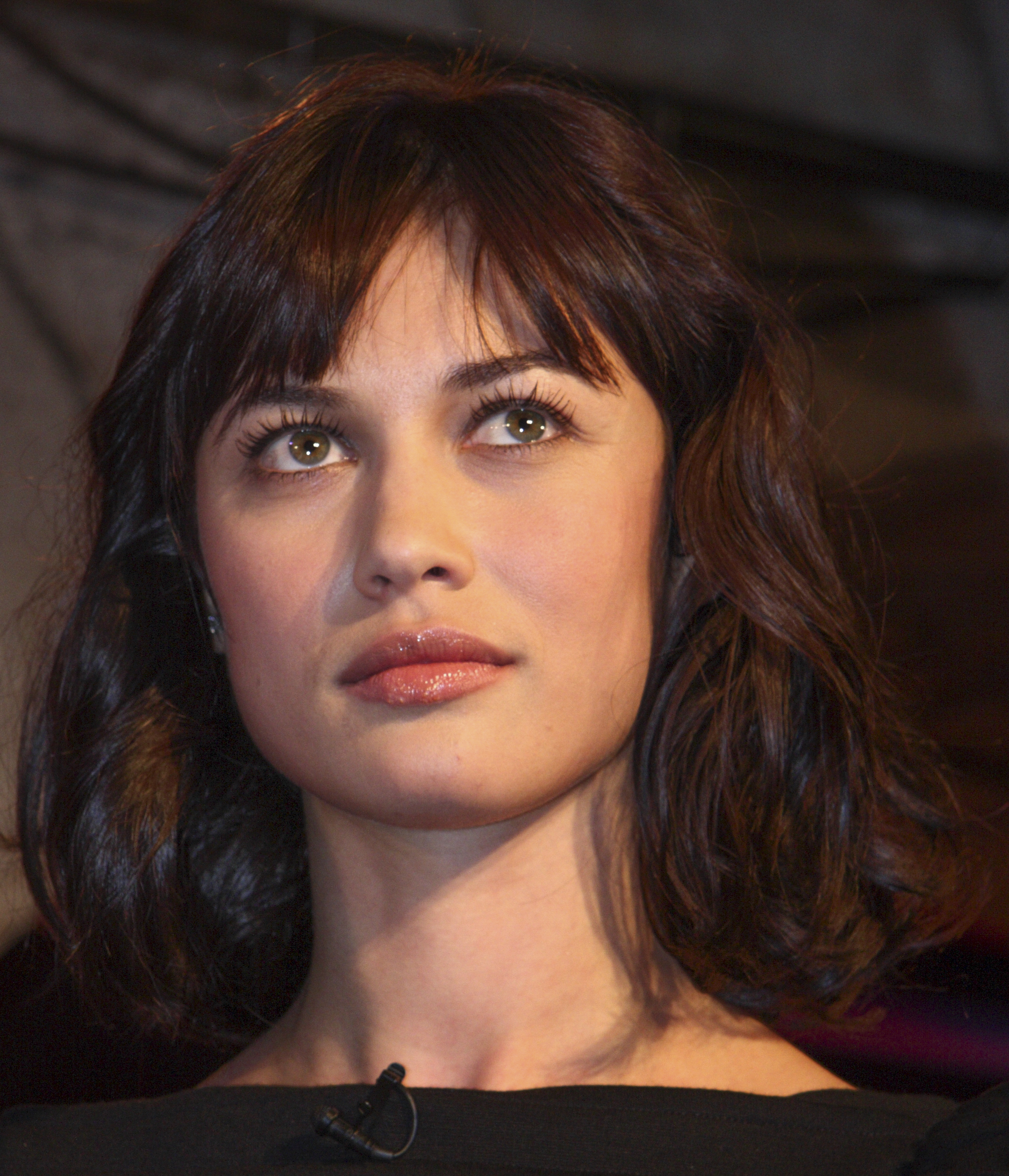
Olga Kurylenko dans le rôle d'une jeune Hongroise combattant dans les Brigades internationales.

- Charlie Cox (V. Q. : Nicolas Charbonneaux-Collombet) : Josémaria Escriva
- Wes Bentley (V. Q. : Tristan Harvey) : Manolo
- Dougray Scott (V. Q. : Sylvain Hétu) : Robert, le fils journaliste de Manolo
- Olga Kurylenko (V. Q. : Annie Girard) : la jeune Hongroise, qui combat aux côtés des républicains, dans les Brigades internationales
- Golshifteh Farahani : Leila, l'amie de Robert
- Rodrigo Santoro (V. Q. : Jean-François Beaupré) : Oriol, le jeune révolutionnaire, qui dirige la « Colonne de Fer »
- Unax Ugalde (V. Q. : Gabriel Lessard) : Pedro
- Alfonso Bassave (V. Q. : David Laurin) : Jiménez
- Jordi Mollà : José
- Geraldine Chaplin : Abileyza
- Lily Cole : Aline
- Derek Jacobi (V. Q. : André Montmorency) : Honorio
- Ana Torrent : Doña Dolores
- Charles Dance : Monsignor Solano

## Production
Le film est produit par Roland Joffé, Guy Louthan, Ignacio Sancha, et Ignacio Nunuez. Les deux derniers sont membres de l’Opus Dei. L'argent vient d'un fonds d'investissement créé par Ignacio Sancha et Ignacio Nunez, qui comprend une centaine d'investisseurs privés, certains croyants, d'autres athées. La chaine de télévision Antena 3, première chaine privée en Espagne, finance également le film.
Le réalisateur-scénariste britannique Roland Joffé, qui se déclare agnostique, et qui avait reçu un Oscar du cinéma pour le film Mission, dont les jésuites sont le sujet principal, a déclaré être « très intéressé par l'idée de réaliser un travail qui parle sérieusement de la religion dans ses propres termes, et ne s'amuse pas à en parler selon une approche qui en nie la validité ». Il explique avoir voulu avec ce film parler de thèmes tels que la trahison, l'amour, la haine, l'amitié, et le sens de la vie. Il écrit lui-même le scénario et explique avoir disposer de toute liberté de création sur le projet. Le cinéaste déclare que ce projet est « un film sur ce que signifie être saint de nos jours  ».
Le tournage a lieu en Argentine (Buenos Aires, Sierra de la Ventana, Luján) et en Espagne (Sepúlveda.

## Sortie et accueil
Roland Joffé explique que le film n'est pas une simple réponse au Da Vinci Code car, dit-il, il est beaucoup trop cher pour être une simple réponse. La Prélature de l'Opus Dei a également dit ne pas être engagée dans ce film, en disant que l'organisation avait été abordée par les producteurs pour obtenir des informations sur Escriva.
La sortie du film en salle en 2011 est un échec.
Stephen Holden, du New York Times, décrit le film comme « deux histoires mises ensemble pour un interminable sermon dominical de deux heures ponctué des carnages du champ de bataille ».

## Autre version:There Be Dragons: Secrets of Passion
Devant l'échec du film, une nouvelle version, moins axée sur la biographie du fondateur de l'Opus Dei, est créée avec l'aide du réalisateur et producteur James Ordonez, sous le titre There Be Dragons: Secrets of Passion.
Le montage est sérieusement modifié ainsi que la trame de l'histoire ; 50 minutes du film initial sont coupées tandis que 20 autres minutes de matériel brut sont ajoutées. Par ailleurs, une nouvelle musique est composée par Robert Folk en remplacement de celle de Stephen Warbeck,.
La genèse de cette nouvelle version, ainsi que les tractations avec les producteurs du film sont abordées dans une interview de James Ordonez .